# NGC 7773
NGC 7773 is een balkspiraalstelsel in het sterrenbeeld Pegasus. Het hemelobject werd op 9 oktober 1790 ontdekt door de Duits-Britse astronoom William Herschel.

## Synoniemen
- UGC 12820
- MCG 5-56-15
- ZWG 498.22
- IRAS 23496+3059
- PGC 72681